# Leichtathletik-Europameisterschaften 2026
Die 27. Leichtathletik-Europameisterschaften sollen im Sommer 2026 in der zweitgrößten britischen Stadt Birmingham ausgetragen werden. Dies entschied das Council der European Athletic Association (EAA) auf seiner Sitzung am 11. November 2022 in der polnischen Hauptstadt Warschau. Birmingham mit dem Alexander Stadium setzte sich gegen das ungarische Budapest mit dem Nemzeti Atlétikai Központ durch. Das Alexander Stadium war u. a. Schauplatz der Leichtathletikwettbewerbe der Commonwealth Games 2022.
Zuvor gab die EAA im Juni 2022 bekannt, dass die Europameisterschaften 2026 als eigenständige Veranstaltung  unabhängig von den European Championships ausgetragen werden sollen, im Rahmen derer sie zuletzt 2018 und 2022 stattgefunden hatten.